# Edward Wojtaszek
Edward Wojtaszek (ur. 13 lutego 1954 w Warszawie) – polski reżyser teatralny, tłumacz, nauczyciel akademicki.

## Życiorys
Absolwent warszawskiego XV Liceum Ogólnokształcącego im. Narcyzy Żmichowskiej (1972), Instytutu Studiów Teatralnych na Uniwersytecie Paris III Sorbonne Nouvelle (1976) i Wydziału Reżyserii Państwowej Wyższej Szkoły Teatralnej (obecnie Akademia Teatralna) (1981). Przedstawienie warsztatowe: Klonowi Bracia E. Szwarca w Teatrze Nowym w Poznaniu (1980), przedstawienie dyplomowe: Wierzyciele A. Strindberga w Teatrze im. Horzycy w Toruniu (1980). W czasie studiów był asystentem Andrzeja Ziębińskiego, Macieja Prusa, Jerzego Kreczmara i Krzysztofa Zaleskiego.
Pracował w warszawskich teatrach: Narodowym, Polskim, Ateneum, Na Woli, Teatrze Nowym Praga, Polonii i Och-Teatrze, Teatrze Atlantis. Poza Warszawą reżyserował w Teatrze im. Jaracza w Olsztynie, Nowym i Polskim w Poznaniu, Teatrze im. Horzycy w Toruniu, Lubuskim Teatrze im. Leona Kruczkowskiego w Zielonej Górze, Polskim w Szczecinie, Miejskim w Gdyni, Powszechnym im. Kochanowskiego w Radomiu, Dramatycznym w Elblągu, Teatrze im. Osterwy w Lublinie, Tarnowskim Teatrze im. Solskiego, Łódzkim Teatrze im. Jaracza. Przygotował również kilka przedstawień poza teatrami instytucjonalnymi oraz przedstawienia teatru TV i teatru Polskiego Radia.
W jego dorobku znajdują się tacy autorzy jak: Nikołaj Gogol, Eugeniusz Szwarc, August Strindberg, Michaił Bułhakow, Stanisława Przybyszewska, Molier, Christopher Hampton, John Ford, Andrzej Bursa, Copi, Carlo Goldoni, Gao Xingjian, Jan Potocki, Eugène Ionesco, Jan Kochanowski, Yasmina Reza, Aleksander Fredro, Jean-Luc Lagarce, Stanisław Barańczak, Sàndor Màrai, Frédéric Sabrou, Esther Vilar, Marivaux, Jean Cocteau, Sławomir Mrożek czy Ronald Harvood.
Przetłumaczył wiele dramatów z francuskiego, między innymi: Copi (Cztery bliźniaczki, Homoseksualista, czyli jak trudno się wyrazić, Eva Peron), Gao Xingjian (Ucieczka, Na krawędzi życia), Jean-Luc Lagarce (Zasady savoir-vivre’u w nowoczesnym społeczeństwie, Music-hall, Ledwie koniec świata), Frédéric Sabrou (Samochodziki, Uwaga… Publiczność!, Coworking, Dziecko mimo woli) czy Jean Cocteau (Piękny nieczuły).
W latach 1987–2024 wykładowca Akademii Teatralnej im. Aleksandra Zelwerowicza w Warszawie. W latach 2001–2017 prowadził zajęcia na wydziale Scenografii Akademii Sztuk Pięknych w Warszawie. Dwukrotnie prowadził zajęcia w szkole teatralnej ISADAC w Rabacie w Maroku zakończone prezentacjami przedstawień dyplomowych. W roku 2004 uzyskał kwalifikacje I stopnia (doktorat), a w roku 2017 stopień doktora habilitowanego na podstawie rozprawy pt. Parady. Opis pracy nad przedstawieniem. Od 2018 roku jest profesorem AT w Warszawie. W latach 1999–2010 prodziekan i dziekan wydziału Wiedzy o Teatrze Akademii Teatralnej. Wieloletni członek Senatu tej uczelni.
W latach 1983–1992 kierownik artystyczny Pracowni „TEATR”, profesjonalnego zespołu działającego na obrzeżu instytucjonalności, gdzie wyreżyserował kilka przedstawień według własnego scenariusza, między innymi Partyturę, Ceremonie czy Don Juan. Sny, halucynacje, wątpliwości.
Od 1996 związany z ruchem Sejmików Teatrów Wiejskich.
W latach 2012–2015 członek Państwowej Komisji Akredytacyjnej. 
W latach 2018–2024 Prezes Oddziału Mazowieckiego Towarzystwa Kultury Teatralnej.
Żona: Bożena, synowie: Paweł i Piotr.

## Odznaczenia
- Srebrny Krzyż Zasługi (2011)[3]
- Brązowy Medal „Zasłużony Kulturze Gloria Artis” (2024)[4]
- Odznaka honorowa „Zasłużony dla Kultury Polskiej” (2013)
- Odznaka honorowa „Zasłużony dla Województwa Lubelskiego” (2024)[5]

## Nagrody
- Wielka Nagroda Publiczności i nagroda jury I stopnia XXI Ogólnopolskiego Przeglądu Teatrów Małych Form w Szczecinie za autorskie przedstawienie Partytura na czterech aktorów, dźwięk, przestrzeń i światło w Pracowni Teatr w Warszawie (1986)
- nagroda dziennikarzy i jury XXIII OPTMF w Szczecinie za reżyserię przedstawienia Andrzej Bursa czyli nauka chodzenia wg Andrzeja Bursy w Pracowni Teatr w Warszawie (1988)
- II nagroda jury XXV OPTMF w Szczecinie dla Pracowni Teatr w Warszawie za przedstawienie Ceremonie (1990)
- nagroda zespołowa na XXVI OPTMF w Szczecinie dla Pracowni Teatr za przedstawienie Homoseksualista, czyli jak trudno się wyrazić Copiego (1991)

Źródło:.